# Multipath fading
Nelle telecomunicazioni la distorsione multi percorso (in inglese multipath fading)è una forma di distorsione di un segnale che giunge a destinazione sotto forma di un certo numero di repliche, sfasate nel tempo, originate dai vari percorsi (multipath) che il segnale stesso può aver seguito durante la sua propagazione e sommantesi tra loro in ricezione; ogni replica inoltre, avendo compiuto un percorso proprio di una certa lunghezza e caratterizzato da una riflessione su superfici in generale diverse, sarà dunque soggetta ad un'attenuazione in generale diversa da quella subita dalle altre repliche. È un problema tipico delle radiocomunicazioni sia fisse che mobili in maniera deterministica nel primo caso e con caratteristiche tipiche di un processo aleatorio nel secondo caso.

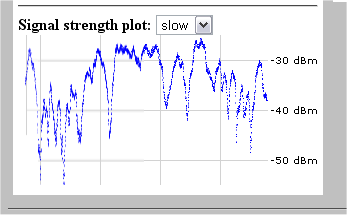
Evanescenza (detto anche: fading oppure QSB) del segnale di Radio Cina Internazionale ricevuto in Italia

L'arrivo delle varie repliche all'interno di un tempo di simbolo non costituisce un serio problema, al contrario ritardi paragonabili alla durata del tempo di simbolo causano dannosi fenomeni di interferenza.

## Modello matematico
È importante derivare un modello matematico per un sistema che descriva il comportamento del multipath fading. Si può considerare la trasmissione di un segnale {\displaystyle s\left(t\right)=\Re \left[{\tilde {s}}\left(t\right)\cdot e^{j\cdot 2\pi f_{c}t}\right]} attraverso un canale affetto da multipath fading. Il segnale ricevuto {\displaystyle r\left(t\right)} può essere espresso nella forma:
{\displaystyle r\left(t\right)=\Re \left[\sum _{n=1}^{N\left(t\right)}\alpha _{n}\left(t\right)\cdot e^{-j\cdot \phi _{n}\left(t\right)}\cdot {\tilde {s}}\left(t-\tau _{n}\left(t\right)\right)\cdot e^{j\cdot 2\pi f_{c}t}\right]}

{\displaystyle \phi _{n}\left(t\right)=2\pi \cdot \left(\left(f_{c}+f_{D,n}\right)\cdot \tau _{n}\left(t\right)-f_{D,n}\cdot t\right)}
Il segnale ricevuto quindi risulta essere la somma di un numero di segnali variabile nel tempo {\displaystyle N\left(t\right)}, ciascuno di essi differentemente attenuato dal parametro {\displaystyle \alpha _{n}\left(t\right)} (dipendente dal path loss), ritardato di una quantità {\displaystyle \tau _{n}\left(t\right)} e con frequenza dipendente dalla variabile {\displaystyle f_{D,n}} determinata dall'effetto Doppler dovuto ad un eventuale movimento della sorgente.
È possibile quindi scrivere l'espressione matematica del canale visto come filtro lineare tempo-variante la cui risposta impulsiva è:
{\displaystyle g\left(t,\tau \right)=\sum _{n=1}^{N\left(t\right)}\alpha _{n}\left(t\right)\cdot e^{-j\cdot \phi _{n}\left(t\right)}\cdot \delta \left(\tau -\tau _{n}\left(t\right)\right)}
È possibile vedere che il comportamento di un sistema con questa risposta impulsiva permette effettivamente di ottenere il fenomeno visto in precedenza effettuando la convoluzione tra risposta impulsiva e segnale trasmesso:
{\displaystyle r\left(t\right)=\Re \left[\int _{-\infty }^{+\infty }g\left(t,\tau \right)\cdot u\left(t-\tau \right)d\tau \cdot e^{j\cdot 2\pi f_{c}t}\right]}
Questo risultato dimostra quindi che {\displaystyle g\left(t,\tau \right)} è la risposta passa-basso equivalente del canale all'istante {\displaystyle t} di un impulso applicato al sistema al tempo {\displaystyle t-\tau }.
Nel caso in cui il multipath sia un costituito da un numero finito di repliche {\displaystyle N}, la differenza tra il tempo di arrivo dell'ultima e della prima replica del segnale  {\displaystyle \tau _{N}\left(t\right)-\tau _{1}\left(t\right)} è chiamata delay spread.

### Ray Tracing
È possibile prevedere il comportamento di una trasmissione wireless in modo preciso sfruttando le equazioni di Maxwell, andando a determinare le caratteristiche di ogni singola onda generata descrivendo in modo preciso l'ambiente di propagazione. Tale tecnica viene impiegata da alcuni software, ma sebbene precisa, risulta inutilizzabile in molti ambiti per via della notevole complessità di risoluzione. Proprio per questo motivo, numerose tecniche sono state sviluppate al fine di rendere il calcolo più semplice sacrificando la precisione dei risultati.

### Two-Ray Model
Una approssimazione del Ray Tracing consiste nel considerare solo due onde tra quelle che raggiungono il ricevitore. In genere tali onde sono quelle di line-of-sight ed un'onda riflessa dal terreno. Tramite questa approssimazione è possibile giungere ad una forma particolarmente semplice che non richiede la soluzione delle equazioni di Maxwell.

### Modello Beckmann-Spizzichino
Un'ottima approssimazione del fenomeno si può ottenere con il modello di Beckmann-Spizzichino ( considerato un riferimento di base anche da studi recenti), che considera il segnale ricevuto come risultato di tre onde: un'onda diretta ricevuta tramite propagazione in spazio libero tra trasmettitore e ricevitore, un'onda riflessa dovuta alla riflessione speculare del suolo, inteso come superficie riflettente, e una terza onda dovuta allo scattering diffuso (v. Riflessione diffusa e anche Diffusione ottica) della superficie interferente, intesa nella sua realtà di irregolare superficie rugosa.
I parametri dei primi due segnali (ampiezza e fase) possono valutarsi con sistemi deterministici tramite note formule e riferendosi alle normali leggi dell'ottica. La terza onda possiede invece ampiezza fluttuante secondo la distribuzione di Rayleigh e fase caotica con distribuzione statistica uniforme nell'intervallo 0-2π. Questo segnale deve quindi essere valutato con leggi statistiche.
Il segnale totale in ricezione, risultante delle tre onde citate, presenta ampiezza fluttuante secondo la distribuzione di Rice.La rugosità del suolo interviene tanto più pesantemente quanto maggiori sono le irregolarità superficiali rispetto alla lunghezza d'onda della frequenza portante, cioè il fenomeno diviene tanto più sensibile quanto maggiore è la frequenza. Nel caso di irregolarità praticamente trascurabili rispetto a tale lunghezza si torna al modello a due onde già citato. Qualitativamente i risultati ottenibili si possono riassumere come segue.
- Nel caso di superficie prevalentemente riflettente l'andamento del segnale ricevuto in funzione della distanza tra i due estremi del collegamento presenta sempre una zona di massimi e minimi attorno ad una pendenza media inversamente proporzionale al quadrato della distanza. Per distanze superiori esiste (purché entro la linea di vista) una seconda zona priva di massimi e minimi con potenza ricevuta inversamente proporzionale alla quarta potenza della distanza, quindi decrescente con maggiore rapidità. È possibile impiegare le formule deterministiche per valutare le prestazioni del collegamento e anche per prevedere su quali parametri agire per una loro ottimizzazione (guadagni d'antenna, altezze delle antenne sul suolo ecc.)
- Nel caso di rugosità superficiali non trascurabili rispetto alla lunghezza d'onda, l'ampiezza del segnale ricevuto presenta fluttuazioni non valutabili deterministicamente. In questo caso le prestazioni del sistema si possono valutare solo con metodi statistici. La qualità della ricezione può essere migliorata con opportuni accorgimenti progettuali (ottimizzazione dei parametri del sistema, multiplazione dei bit, codici di correzione degli errori ecc.).

### OFDM
La tecnica Orthogonal Frequency-Division Multiplexing verte sulla considerazione che un canale soggetto a fading ed in particolare a multipath fading, che come visto è, assieme allo scattering, il fenomeno distorsivo predominante alle alte frequenze, sia distorcente per segnali con banda confrontabile all'inverso del ritardo fra i cammini multipli: l'OFDM divide quindi un canale a banda larga, distorcente, in un gran numero di sottocanali a banda stretta ortogonali fra loro e non distorcenti, eliminando quindi la necessità delle complesse equalizzazioni che altrimenti sarebbero necessarie per poter usare il canale.